# Avenue Vasilíssis Sofías
L’avenue Vasilíssis-Sofías (grec moderne : Λεωφόρος Βασιλίσσης Σοφίας), traduit en français par avenue de la Reine Sophie, est une des principales avenues d'Athènes. Elle part de l'avenue Kifissías jusqu'à la place Sýntagma.

## Situation et accès
Elle commence au niveau de la place Sýntagma à l'intersection de l'avenue Amalias et de Panepistimíou et se termine au croisement des avenues Alexándras et Mesogeion pour former l'avenue Kifissías. 
Son emplacement, entre le quartier Kolonáki et les bâtiments gouvernementaux, en fait l'une des avenues les plus chères d'Athènes.

## Origine du nom
Elle porte le nom de « Λεωφόρος Βασιλίσσης Σοφίας » « Avenue de la Reine Sophie », du nom de Sophie de Prusse, reine des Hellènes de 1913 à 1917 et de 1920 à 1922.

## Historique
Certains des bâtiments les plus importants de la capitale sont construits sur cette avenue, pavée dès le début du XXe siècle et dotée très tôt de lignes de trolleybus et feux de signalement. L'avenue est entouré de bâtiments néoclassiques. Aux lendemains de la Seconde Guerre mondiale et de la guerre civile, des bâtiments plus modernes sont construits, comme l'hôtel Hilton dans les années 1960, ou encore le Mégaron, une salle de concert, en 1991.

## Bâtiments remarquables et lieux de mémoire
On y trouve, outre le Parlement hellénique (ancien Palais royal) et son Jardin national, certains grands musées (Musée Benaki, Musée byzantin, Musée de la Guerre d’Athènes, Pinacothèque nationale d'Athènes), le Mégaro Moussikís (Palais de la musique), le Palais Réntis (Fondation Theocharákis), l'Académie des Arts ainsi que l'hôtel Hilton, les bureaux de l'Union européenne à Athènes et de nombreuses ambassades dont celles de France, d'Italie, d’Égypte et des États-Unis. En outre, trois hôpitaux ont été construits sur l'avenue : l'hôpital Aretaíeion, l'hôpital Alexandra et l'hôpital Hippocrate.